# Tour Maestro
Tour Maestro ist der Name eines im Bau befindlichen Hochhauses im Pariser Vorort Saint-Denis. Der Baubeginn erfolgte im Februar 2021. Fertiggestellt wird das Hochhaus voraussichtlich im Jahr 2025. Das Bürohochhaus wird über eine Geschossfläche von 18.735 m², verteilt auf 26 Etagen, verfügen. Bei seiner Fertigstellung im Jahr 2025 wird es das vierthöchste Gebäude im Département Seine-Saint-Denis sein. Entworfen wurde das Gebäude vom Architekten Sretchko Markovic des Architekturbüros 163 Ateliers.
Eine Besonderheit ist das Exoskelett, an dem die einzelnen Decken aufgehängt sind und das die Last der Etagen tragen wird. Das Exoskelett besteht aus wabenförmigen Stahlträgern, die Teil der Fassade sind.
Ursprünglich sollte das Gebäude 82 Meter hoch werden. Im Anfang 2021 kehrte man jedoch von den Plänen ab und entschied sich das Gebäude 116 Meter bis zum Dach und 125 Meter zur Antennenspitze hoch zu bauen. Die Baukosten werden mit 125 Millionen Euro angegeben.
Im Zuge des gleichen Projektes wird seit 2016 das benachbarte Hochhaus Tour Pleyel umfassend renoviert und in ein Hotel mit 700 Zimmern umgewandelt.
Das Hochhaus ist mit der Métrostation Carrefour Pleyel  und dem Bahnhof Stade de France – Saint-Denis  sehr gut an den öffentlichen Nahverkehr im Großraum Paris angebunden. Aktuell ist in der Nähe im Zuge des Projektes Grand Paris Express der Bau der Métrostation Saint-Denis – Pleyel vorgesehen, an der Züge der Métrolinien     halten sollen, wodurch ein neuer bedeutender Knoten im ÖPNV im Norden von Paris entstehen soll. Baubeginn für dieses Projekt war im Jahr 2017; die Eröffnung ist fand 2024 statt.